# 潘师正
潘师正（587年—684年），字子真，赵州赞皇青山里人（或说贝州宗城，均为河北），道教上清派或茅山宗第十一代宗师。陶弘景传王远知，王传潘师正，潘传司马承祯。

## 生平
潘师正出身仕宦之家。祖潘居常，北周楚州刺史。父潘寞，隋通州刺史。他自幼熟读六经，年十二，通《春秋》及《礼》并得母鲁氏口授《道德经》。十三岁丧母，结庐于墓侧，以至孝闻名于世。隋炀帝大业年间，道士刘爱道将他推荐给茅山王远知为弟子，于是度为道士，授三洞隐诀真文。唐太宗贞观中，侍从王远知回茅山，渡扬子江，饮秽水，痢下如凝脂。遂梦见一人，衣冠皓鲜，乘空而下，授白药一粒，饮之，及寤而愈。既至，远知谓曰：“吾虽欲留汝于此，而嵩阳乃汝修真之地，当亟还也。”于是，潘师正与刘道合隐居在中岳嵩山，先在双泉顶住了差不多十年，后移居逍遥谷。食饮惟青松涧水而已（烧枫柏而戒净，练松叶以存精）。所修经法，有太清之道三，中真之道六，下真之道八。
上元三年（676年），唐高宗驾幸东都洛阳，召见潘师正请他作符书，师正推辞不懂，复问山中所须，师正对曰：“所须松树清泉，山中不乏。”高宗与武后甚尊敬之，留连信宿而还。后年（678年）高宗巡游许昌，请潘师正来见面，仍被婉拒。调露元年（679年）孟冬十月，高宗与武后在嵩阳观召见潘师正，又前往探访师正隐居的逍遥谷，“叹以颓景”，遂命有司在当地修建隆唐观（后避李隆基讳改为崇唐观），并追谥潘师正的师傅王远知为升真先生，赠太中大夫。次年（380年）仲春二月，高宗又以乘舆步辇，邀请潘师正到洛阳西宫讲道，降制命，以嵩阳观为奉天宫，于逍遥谷口特开一门，号曰“仙游门”；又于苑北面置“寻真门”。时太常寺奏新造乐曲，帝又令以《祈仙》、《望仙》、《翘仙》为名。前后赠诗，凡数十首。后年（681年），高宗又将潘师正接到了洛阳的金阙亭，武后亲自下厨做菜，对潘师正行天师之礼。为了祈求功德，于太子甲第建弘道之坛、老君寿宫立玄元之观。由潘师正命名，高宗亲自题额。
永淳元年正月初一乙未（682年2月13日），奉天宫上方风霁云灭，彻夜长静，但若仔细倾听，又似万籁聚集，五音和奏，但这种声音远非尘世间的乐器所能发出，乃是玄都天宫之仙韵。高宗闻报后，以为潘师正得道升玄，即日驾幸奉天宫观看。永淳二年十月初十（癸亥）高宗再次前往奉天宫，想要封禅中岳，因头疾加重而中止，十一月二十四日（丁未）回东都，二十六日（己酉）（683年12月19日）下诏改永淳二年为弘道元年后当晚崩于真观殿。第二年（684年）季夏六月一日，潘师正对弟子道：“吾获保兹岭，于今五十余年，灵异在谷，仙鹤满野，俾吾不接万乘之尊，亦庶几乎轻举矣。今名登玄录，身历太阴，升玄之言，信吾命也。”当晚出现了“辰象丽天，鹿鸣群山，雉雊众谷”的奇异景象。第二天，潘师正说了一句“吾其蜕矣”，便阖门入静，书青符置汤中，焚香沐浴，身穿紫衣，言道：“反吾静矣，亭午将化，留此十旬，归吾石室。”最终升玄而去，年九十八。武后听闻后，乃降宝命，曰：“去年幽晚，轩皇之驾不追；今岁秋宙，广成之居又寂。以此哀悼，情何可任？赠大中大夫，追谥曰体玄先生，昭国礼也。”

## 文献记载
其他关于潘师正卒年的文字都不及大周圣历二年（699年）王适所撰的《潘尊师碣》碑文记载准确。《旧唐书》、《历世真仙体道通鉴》等都记载潘师正享年九十八，当生于隋开皇七年。据《道藏》研究者陈国符考证，《正统道藏》收《道门经法相承次序》三卷，内有唐天皇于中岳逍遥谷与潘师正之问答，即唐高宗李治第一次在洛阳接见潘师正时同他的对话录。

## 贡献
潘师正在嵩山居住50余年，对茅山宗在北方的传播具有很大贡献。
有弟子十人：
- 颍川韩法昭
- 河内司马承祯
- 郭崇真
- 吴筠

## 延伸阅读
[在维基数据编辑]
 《舊唐書/卷192》，出自刘昫《舊唐書》